# لات (تگزاس)
لات، تگزاس(به انگلیسی: Lott, Texas) شهری در ایالت تگزاس از ایالات جنوبی ایالات متحده آمریکا است. در سرشماری سال ۲۰۰۰، جمعیت این شهر ۶۶۸ نفر اعلام شد.